# Pedro Almodóvar

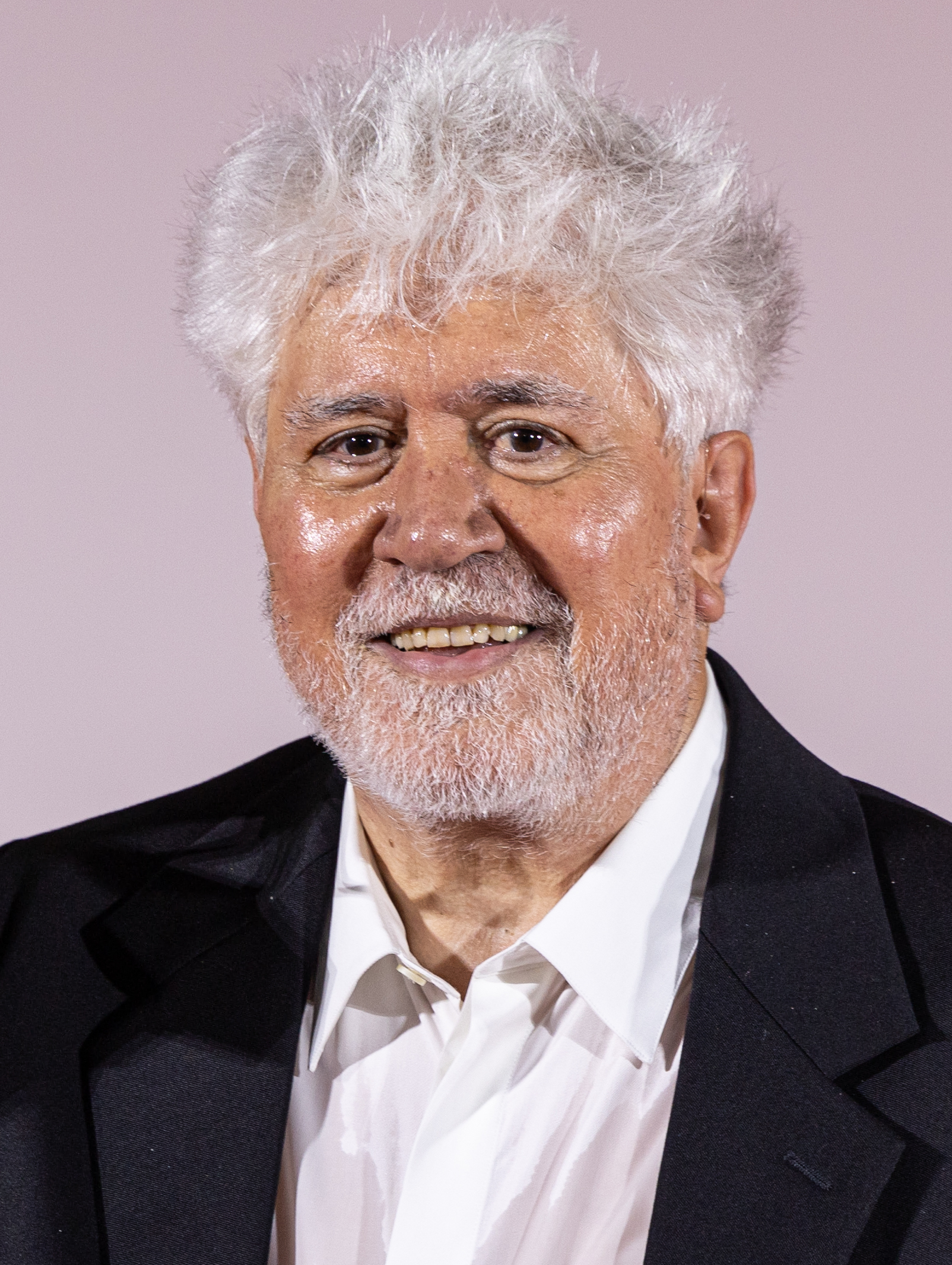
Pedro Almodóvar, 2024

Pedro Almodóvar Caballero (* 25. September 1949 in Calzada de Calatrava, Ciudad Real) ist ein spanischer Filmregisseur, Produzent und Drehbuchautor.
Almodóvar gilt als der international bekannteste spanische Regisseur des zeitgenössischen Kinos. Seine Tragikomödie Alles über meine Mutter wurde im Jahr 2000 mit einem Oscar und einem Golden Globe für den besten fremdsprachigen Film ausgezeichnet. Für The Room Next Door (2024) wurde ihm der Goldene Löwe des Filmfestivals von Venedig zuerkannt.

## Leben und Wirken
Pedro Almodóvar wurde als ältester Sohn einer Landarbeiterfamilie in einer Kleinstadt in der spanischen Provinz Ciudad Real in der Region La Mancha geboren. Als er acht Jahre alt war, zog seine Familie in die Extremadura. Dort besuchte er eine Grundschule der Salesianermönche und die weiterführende Schule bei den Franziskanern. Die schlechten Erfahrungen mit seiner religiösen Erziehung ließen ihn den Glauben an Gott verlieren, erklärte Almodóvar später. In der Schulzeit begann er, sich für Filmkunst zu interessieren und regelmäßig das Kino in der Provinzhauptstadt Cáceres zu besuchen.
Mit 16 Jahren zog er ohne seine Familie und ohne Geld nach Madrid und schlug sich dort mit Gelegenheitsjobs durch. Er war Kurzfilmer, Comicschreiber, Herausgeber von Fotoromanen, Schauspieler und Musiker, bevor er 1969 eine Stelle als Angestellter bei Telefónica annahm. Die einfache Arbeit dort erlaubte ihm, sich abends und nachts dem Schreiben von Geschichten und ersten ernsthaften filmischen Versuchen zu widmen. In diesen Jahren schrieb er für die spanische Zeitschrift La Luna eine Fortsetzungskolumne über die Erlebnisse von Patty Diphusa, seinem literarischen Alter Ego.
Almodóvar begann seine filmische Karriere als Underground-Künstler der Movida madrileña, die nach dem Ende der repressiven Franco-Diktatur alles Schrille, Exaltierte und Hedonistische durchleben wollte. Er war außerdem Mitglied der freien Theatergruppe „Los Goliardos“ und gründete gemeinsam mit dem Künstler Fabio MacNamara eine Punk-Rock-Band namens „The Black Kiss Dolls“. Mit seinem ersten Spielfilm Pepi, Luci, Bom und der Rest der Bande (Pepi, Luci, Bom y otras chicas del montón) (1980) wurde er als eine wichtige Figur in der Madrider Movida und über die Grenzen Spaniens hinaus bekannt.
Gemeinsam mit seinem Bruder, Agustín Almodóvar, gründete er 1985 die Filmgesellschaft El Deseo, mit der seit Das Gesetz der Begierde bis heute alle Almodóvar-Filme produziert wurden. Außer den eigenen Filmen produziert er mit El Deseo auch die Werke anderer Filmemacher, wie z. B. Lucrecia Martel, Álex de la Iglesia und Isabel Coixet. (Im April 2016 wurde bekannt, dass die Brüder Almodóvar in den Panama Papers im Zusammenhang mit möglichen Steuer- und Geldwäschedelikten genannt werden.)

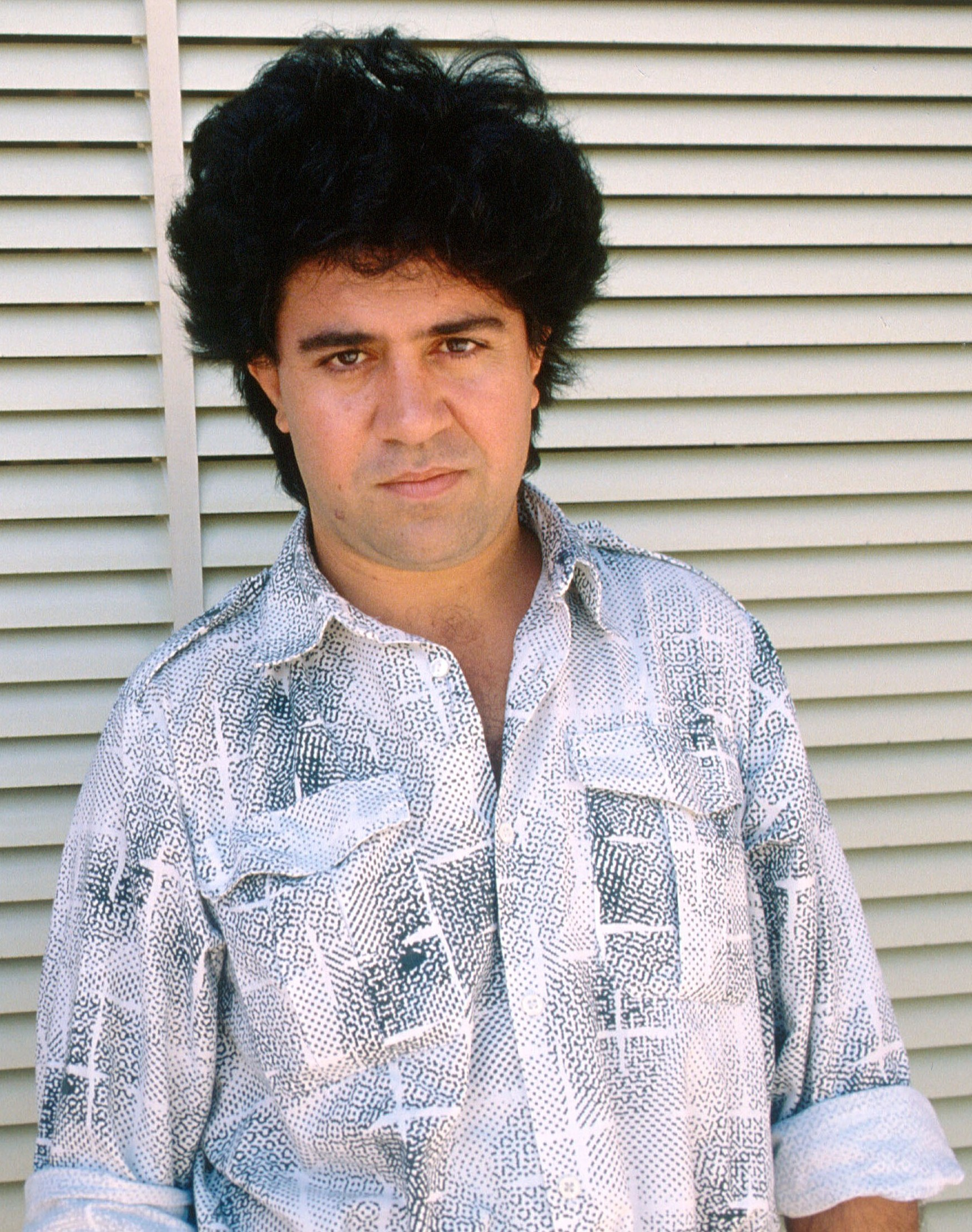
Almodóvar im Jahr 1988

Bereits Das Gesetz der Begierde wurde 1987 auf der Berlinale gezeigt und mit dem in diesem Jahr erstmals vergebenen Teddy Award ausgezeichnet. Hier spielen bereits Schauspieler, die in Almodóvars Filmen von da an immer wieder auftreten, die Hauptrollen, insbesondere Carmen Maura und Antonio Banderas. Der Durchbruch in Deutschland gelang Almodóvar 1988 mit der Madrider Stadtkomödie Frauen am Rande des Nervenzusammenbruchs. Bis auf den ersten Film, Pepi, Luci, Bom und der Rest der Bande, wurden mittlerweile alle Filme deutsch synchronisiert. Die deutschsprachigen Synchronfassungen zeichnen sich durch eine hohe Originaltreue im Klang der Stimmen und der Dialogbücher aus, was auch damit zusammenhängen dürfte, dass der Regisseur beim Stimmencasting und beim Text das letzte Wort hat.
Von Beginn an war die von Almodóvar offen gelebte Homosexualität ein thematischer Schwerpunkt in seinen Filmen. Dies machte ihn international bald zu einer Symbolfigur der Lesben- und Schwulenbewegung. Arnaldo Gancedo, Präsident des spanischen Verbandes der Schwulen, Lesben und Transsexuellen, kritisierte dagegen Almodóvars langjährige Zurückhaltung gegenüber der Presse bezüglich seines Privatlebens und seiner sexuellen Orientierung. Der Regisseur habe „weder uns noch eine andere Schwulenbewegung je unterstützt“, so Gancedo im Jahr 2005.
Beginnend mit Labyrinth der Leidenschaften aus dem Jahr 1982 verbindet ihn mit Antonio Banderas eine enge Zusammenarbeit. Fessle mich! von 1990 war ihre sechste gemeinsame Produktion, bevor Banderas nach Hollywood ging. Erst achtzehn Jahre später folgte Die Haut, in der ich wohne, 2011 veröffentlicht, eine Romanverfilmung. 2019 wurde Leid und Herrlichkeit veröffentlicht, der autobiografisch gefärbt ist und in dem Banderas eine Art Alter Ego von Almodóvar spielt. Andere Schauspielerinnen, mit denen Almodóvar mehrmals drehte, sind Carmen Maura, Penélope Cruz und Javier Bardem.
Almodóvar protestierte bei der Verleihung des Goya 2003 gegen die spanische Beteiligung am Irakkrieg der Regierung Aznar. In einem offenen Brief an den russischen Präsidenten Wladimir Putin plädierte Almodóvar 2014 zusammen mit anderen Mitgliedern der Europäischen Filmakademie für die Freilassung des inhaftierten ukrainischen Filmemachers Oleh Senzow.
Im Jahr 2017 wurde Almodóvar als Jurypräsident der 70. Internationale Filmfestspiele von Cannes ausgewählt. Zwei Jahre später wurde ihm auf den Filmfestspielen von Venedig 2019 der Goldene Löwe als Ehrenpreis für sein Lebenswerk zuteil. Im Jahr 2021 folgte Madres paralelas, der als Eröffnungsfilm des 78. Filmfestivals von Venedig ausgewählt wurde. Für eine der Hauptrollen verpflichtete Almodóvar erneut Penélope Cruz.

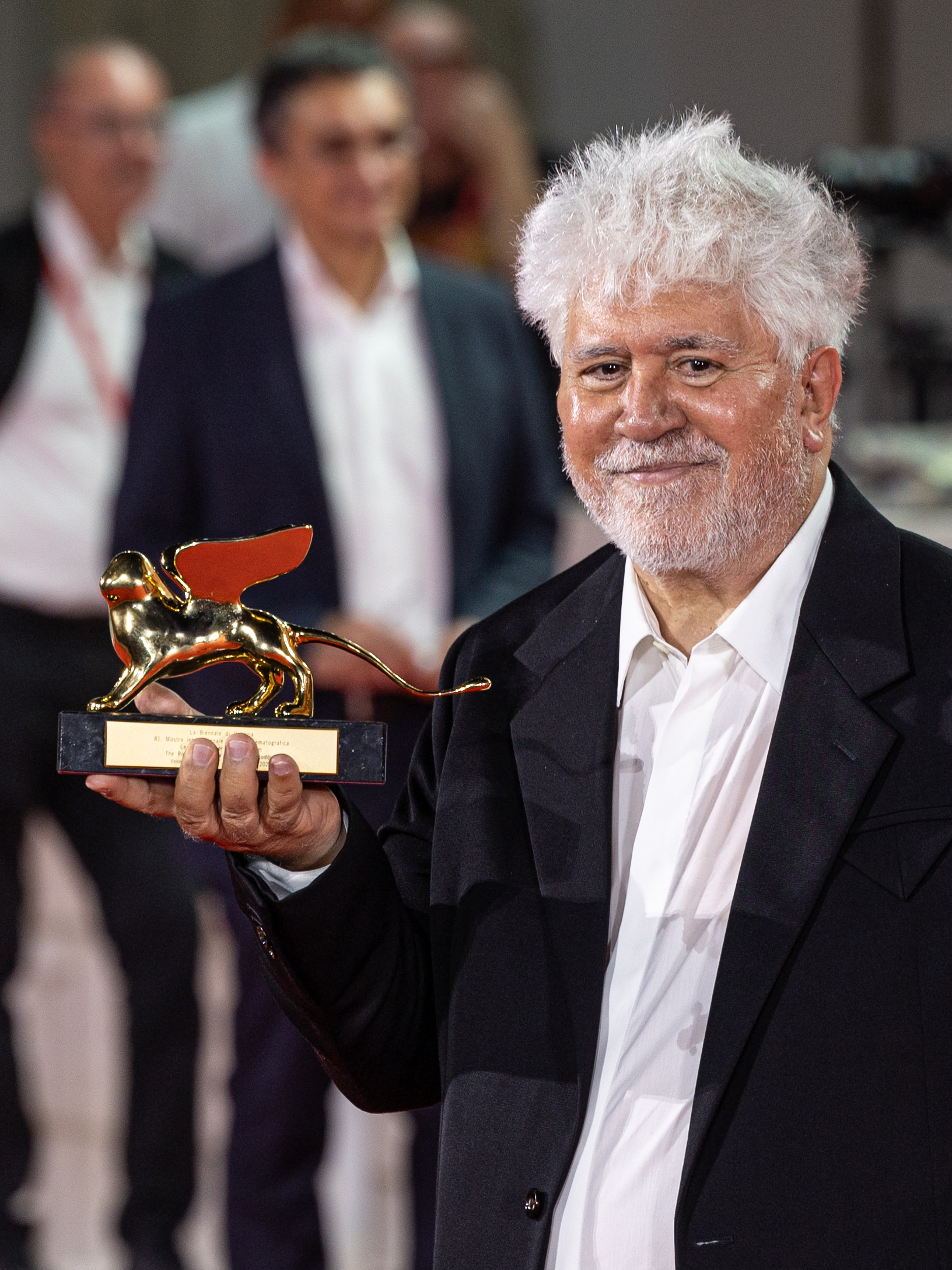
Almodóvar mit dem gewonnenen Goldenen Löwen von Venedig (2024)

Im Jahr 2024 stellte Almodóvar mit The Room Next Door seinen ersten englischsprachigen Spielfilm fertig. Die Hauptrollen besetzte er mit Tilda Swinton und Julianne Moore. Das Werk wurde mit dem Goldenen Löwen geehrt, dem Hauptpreis des Filmfestivals von Venedig. In der Karriere des 74-jährigen Regisseurs war es gleichzeitig der erste Sieg bei einem bedeutenden Filmfestival.

## Zitate
Zu seiner Erziehung im Kloster bemerkte Pedro Almodóvar:

„Damals war ich schon ganz gegen religiöse Erziehung. Ich wusste von Anfang an, dass die Priester mir nichts zu sagen hatten. In ‚Die Katze auf dem heißen Blechdach‘, einem Film von Richard Brooks, der für die Kirche der Inbegriff der Sünde war und der auf dem Werk von Tennessee Williams basierte, erkannte ich mich vollständig wieder und ich sagte mir: Zu dieser Welt der Sünde und der Entartung gehöre ich auch.“

Über die dramatische Grundkonstellation seiner Filme:

„Mein Ideal einer Geschichte ist eine Frau, die sich in einer Krise befindet.“

Über ihn:

“Pedro Almodóvar doesn’t just make movies. Almodóvar is the movies. He revels in everything forbidden and forgiving that can transform life into art.”

„Pedro Almodóvar macht nicht nur Filme. Almodóvar ist das Kino. Er schwelgt in allem Verbotenem und Vergebendem, das das Leben in Kunst verwandeln kann.“

## Einflüsse
Almodóvar zählt die Literaturnobelpreisträgerin Alice Munro zu den von ihm am meisten geschätzten Autoren von Kurzgeschichten. Munros Sammlung Himmel und Hölle (im Original: Hateship, Friendship, Courtship, Loveship, Marriage, 2001) bildet die Hintergrundinspiration für seinen Film Zerrissene Umarmungen (2011). Die Protagonistin seines Films Die Haut, in der ich wohne (2011) liest in Munros Erzählband Tricks (im Original: Runaway, 2004). Der Film Julieta (2016) basiert lose auf den drei Kurzgeschichten Entscheidung (Chance), Bald (Soon) und Schweigen (Silence) aus Tricks.
Zu seinen filmischen Vorbildern zählen der spanische Regisseur Iván Zulueta sowie die Hollywood-Regisseure George Cukor, Ernst Lubitsch, Douglas Sirk und Billy Wilder. In seinem frühen Werk grenzte sich Almodóvar ausdrücklich vom spanischen Kino ab, das sich ab Mitte der 1970er Jahre vor allem mit der Bewältigung der frankistischen Vergangenheit beschäftigte, und verstand sich als „radikal zeitgenössischer Künstler“. In Live Flesh (1997) behandelte er nicht nur erstmals ein historisches Thema, sondern ordnete sich durch Verweise auf das Werk des Filmemachers Luis Buñuel auch in die spanische Kinotradition ein.

## Filmografie

### Regie und Drehbuch
- 1975: La caída de Sódoma
- 1978: Folle, folle, fólleme Tim
- 1978: Salomé
- 1980: Pepi, Luci, Bom und der Rest der Bande (Pepi, Luci, Bom y otras chicas del montón)
- 1982: Labyrinth der Leidenschaften (Laberinto de pasiones)
- 1983: Das Kloster zum heiligen Wahnsinn (Entre tinieblas)
- 1984: Womit hab’ ich das verdient? (¿Qué he hecho yo para merecer esto?)
- 1985: Matador
- 1987: Das Gesetz der Begierde (La ley del deseo)
- 1988: Frauen am Rande des Nervenzusammenbruchs (Mujeres al borde de un ataque de nervios)
- 1990: Fessle mich! (¡Átame!)
- 1991: High Heels (Tacones lejanos)
- 1993: Kika
- 1995: Mein blühendes Geheimnis (La flor de mi secreto)
- 1997: Live Flesh – Mit Haut und Haar (Carne trémula)
- 1999: Alles über meine Mutter (Todo sobre mi madre)
- 2002: Sprich mit ihr (Hable con ella)
- 2004: La mala educación – Schlechte Erziehung (La mala educación)
- 2006: Volver – Zurückkehren (Volver)
- 2009: Zerrissene Umarmungen (Los abrazos rotos)
- 2011: Die Haut, in der ich wohne (La piel que habito)
- 2013: Fliegende Liebende (Los amantes pasajeros)
- 2016: Julieta
- 2019: Leid und Herrlichkeit (Dolor y gloria)
- 2020: The Human Voice
- 2021: Parallele Mütter (Madres paralelas)
- 2023: Strange Way of Life
- 2024: The Room Next Door

### Produktion
- 1982: Labyrinth der Leidenschaften (Laberinto de pasiones)
- 1988: Frauen am Rande des Nervenzusammenbruchs (Mujeres al borde de un ataque de nervios)
- 1993: Aktion Mutante (Acción mutante) – Regie: Alex de la Iglesia
- 2001: The Devil’s Backbone (El espinazo del diablo) – Regie: Guillermo del Toro
- 2002: Mein Leben ohne mich (My Life Without Me) – Regie: Isabel Coixet
- 2004: La mala educación – Schlechte Erziehung (La mala educación)
- 2004: La niña santa – Regie: Lucrecia Martel
- 2005: Das geheime Leben der Worte (La vida secreta de las palabras) – Regie: Isabel Coixet
- 2008: Die Frau ohne Kopf (La mujer sin cabeza) – Regie: Lucrecia Martel
- 2009: El último verano de la Boyita – Regie: Julia Solomonoff
- 2014: Wild Tales – Jeder dreht mal durch! – Regie: Damián Szifron
- 2015: El Clan
- 2018: Der schwarze Engel (El Ángel)
- 2025: Sirāt

## Auszeichnungen
- 1987 erhielt Almodóvar für den Film Das Gesetz der Begierde als erster Regisseur den Filmpreis Teddy Award im Rahmen der Berlinale.
- Für den Film Frauen am Rande des Nervenzusammenbruchs erhielt Almodóvar 1988 den spanischen Filmpreis Goya für das beste Drehbuch.
- Der Film Alles über meine Mutter bekam 1999 neben zwei Goyas in den Kategorien Beste Regie und Bester Film den Europäischen Filmpreis als bester europäischer Film sowie 2000 sowohl den Golden Globe als auch den Oscar in der Kategorie Bester fremdsprachiger Film sowie den Regiepreis bei den Internationalen Filmfestspielen von Cannes 1999.
- Der Film Sprich mit ihr erhielt den Europäischen Filmpreis 2002 und Almodóvar den Oscar 2003 in der Kategorie Bestes Originaldrehbuch.
- Für die „meisterliche Qualität und Aufrichtigkeit“ seiner Werke wurde ihm 2006 der Prinz-von-Asturien-Preis in der Sparte Kunst zugesprochen.
- Bei den Internationalen Filmfestspielen von Cannes 2006 wurde Almodóvar als bester Drehbuchautor für den Film Volver – Zurückkehren ausgezeichnet. Außerdem erhielt Almodóvar für diesen Film den Europäischen Filmpreis 2006 in der Kategorie Beste Regie.
- 1997 wurde Almodóvar in die französische Ehrenlegion aufgenommen.
- 2008 wurde er als ausländisches Ehrenmitglied in die American Academy of Arts and Sciences gewählt.
- 2013 wurde ihm der Europäische Filmpreis in der Kategorie Beste europäische Leistung im Weltkino zugesprochen.
- Internationale Filmfestspiele von Venedig 2019 – Goldener Löwe – Ehrenpreis für das Lebenswerk[16]
- 2024: Goldener Löwe des Filmfestivals von Venedig für The Room Next Door
- 2024: Festival Internacional de Cine de San Sebastián: Donostia Award[17]

### Bücher von Pedro Almodóvar
- Conversations avec Frédréric Strauss. Paris 1994. Deutsche Ausgabe: Filmen am Rande des Nervenzusammenbruchs. Gespräche mit Frédéric Strauss. Frankfurt am Main 1998, ISBN 3-88661-192-2.
- Fuego en las entrañas. La Cúpula, Madrid 1981.
- Patty Diphusa und andere Texte. Edition 406, Hamburg 1997, ISBN 3-9803433-7-5. Spanische Ausgabe: Patty Diphusa y otros textos. Barcelona 1991.
- Todo sobre mi madre. Guión original. München 2005.
- Un guión de Almodóvar. La mala educación. Madrid 2004.
- El último sueño
  - Der letzte Traum: Zwölf Erzählungen, übersetzt von Angelica Ammar, S. Fischer Verlag, Frankfurt am Main 2024, ISBN 978-3-10-397569-7.

### Bücher über Pedro Almodóvar
- Frédéric Strauss, Sam Richard: Almodóvar on Almodóvar. Faber & Faber, London 2006, ISBN 0-571-23192-6.
- Carlos Polimeni: Pedro Almodóvar und der Kitsch español. Parthas, Berlin 2005, ISBN 3-86601-625-5.
- Silvia Colmenero Salgado: Todo sobre mi madre de Pedro Almodóvar. Estudio crítico. Barcelona 2001.
- Bernhard Chappuzeau: Transgression und Trauma bei Pedro Almodóvar und Rainer Werner Fassbinder. Tübingen 2005.
- Tamara Danicic: Rede, Vielfalt! Fremde Rede und dialogische Flechtwerke bei Pedro Almodóvar. Tübingen 2003.
- „Pedro Almodóvar. Frauenfieber.“ In: du. Die Zeitschrift der Kultur Heft 09/2002 Nr. 729. Zürich 2002.
- Paul Duncan, Bárbara Peiró (Hrsg.): Das Pedro Almódovar Archiv. Taschen, Köln 2011, ISBN 978-3-8365-0282-5.
- María Antonia García de Leon, Teresa Maldonado: Pedro Almodóvar, la otra España cañí. Sociología y crítica cinematográficas. Ciudad Real 1989.
- Christoph Haas: Almodóvar. Kino der Leidenschaften. Europa-Verlag, Hamburg 2001, ISBN 3-203-84119-3.
- Antonio Holguín: Pedro Almodóvar. Madrid 1994.
- Hermann Kappelhoff, Daniel Illger (Hrsg.): Film-Konzepte 9. Pedro Almodóvar. edition text + kritik, München 2008, ISBN 978-3-88377-921-8.
- Kerstin Huven: Gendering Images. Geschlechterinszenierungen in den Filmen Pedro Almodóvars. Frankfurt am Main 2002.
- Stefanie Karg: Trabajar y formar una familia, como una persona normal. Zeichen der Identität im filmischen Werk Pedro Almodóvars. Dissertation. Saarbrücken 1997.
- Isabel Maurer Queipo: Die Ästhetik des Zwitters im filmischen Werk von Pedro Almodóvar. Frankfurt am Main 2005.
- Cordula Rabe: Pedro Almodóvar. Nachfranquistisches Spanien und Film. Frankfurt am Main 1997.
- Manfred Riepe: Intensivstation Sehnsucht. Blühende Geheimnisse im Kino Pedro Almodóvars. Psychoanalytische Streifzüge am Rande des Nervenzusammenbruchs. Bielefeld 2004. (online in der Google-Buchsuche)
- Frédéric Strauss: Pedro Almodóvar, un cine visceral. Madrid 1995.
- Nuria Vidal: El cine de Pedro Almodóvar. Barcelona 1989.
- Brad Epps, Despina Kakoudaki, editors: All about Almodóvar: a passion for cinema. University of Minnesota Press, Minneapolis 2009, ISBN 978-0-8166-4960-0.
- Mechthild Zeul: Pedro Almodóvar: seine Filme, sein Leben. Brandes & Apsel, Frankfurt am Main 2010, ISBN 978-3-86099-629-4.